# Exoprosopa tursonovi
Exoprosopa tursonovi är en tvåvingeart som beskrevs av Zaitzev 1988. Exoprosopa tursonovi ingår i släktet Exoprosopa och familjen svävflugor.
Artens utbredningsområde är Sri Lanka. Inga underarter finns listade i Catalogue of Life.